# Mútua dels Enginyers de Catalunya
La Mútua dels Enginyers es va fundar va néixer l'any 1958 com un instrument del Col·legi d'Enginyers Industrials de Catalunya, per a poder complir un dels seus manaments estatutaris: «organitzar i desenvolupar la previsió social entre els col·legiats», en un moment en què la Seguretat Social no donava cobertura als titulats superiors d'enginyeria industrial, així com tampoc als arquitectes, advocats i metges.
Actualment, l'entitat, amb més de seixanta anys d'experiència en el sector assegurador i d'estalvi, proporciona un servei integral a particulars, empreses, associacions i col·lectius tècnics, tant d'enginyeria com d'altres disciplines.
Està integrada per la Mutualitat de Previsió Social; la corredoria d'assegurances, SERPRECO; l'agència de subscripció de Lloyd's, Crouco; l'empresa d'assessorament financer, MutuaValors EAF i l'acceleradora de start-ups, Accel&Grow, Variant Work consulting Agency, S.L. i la corredoria d'assegurances Calzado, Ariet & Asociados SL...